# Втори инженерен полк
Втори инженерен полк е български инженерен полк, формиран през 1920 година и взел участие във Втората световна война (1941 – 1945).

## История
Втори инженерен полк е формиран под името Втора инженерна дружина на 1 декември 1920 г. в Пловдив от състава на 2-ра и 3-та пионерни дружини. Съгласно строго поверителна заповед № 226-а от 28 декември 1927 г. по Министерството на войната е реорганизиран в полк и получава наименованието Втори инженерен полк. През 1942 г. полкът формира съгласно военновременния си щат 2-ра армейска свързочна дружина, 8-а и 10-а свързочна дружина, 2-ра, 8-а и 10-а инженерна дружина, 2-ра армейска автомобилна работилница и други. През септември 1944 г. полкът мобилизира и попълва военновременния си щат.
Полкът взема участие в първата фаза на войната срещу Третия Райх, като мобилизира и формира 2-ра дивизионна моторна работилница, 2-ра дивизионна инженерна дружина, 2-ро дивизионно санитарно автомобилно отделение, 2-ри армейски военнополицейски ескадрон, 2-ра армейска санитарно-автобусна рота, 2-ра армейска моторна работилница и 6-и армейски бензинов склад. По време на тази фаза полкът поддържа и възстановява пътната мрежа в района на 2-ра армия, като осигурява бойните действия в Нишката и Косовската операции. В периода октомври – ноември 1944 г. възстановява и поддържа 428 км пътища, възстановява и усилва мостове с дължина 360 км, като са построени нисководни мостове с дължина 396 метра. На 19 октомври 1944 г. мостовата дружина на полка възстанова 76-метров понтонен мост на р. Морава при с. Клисура. По време на тази фаза на войната полкът дава 12 убити.
По време на втората фаза на войната формира 8-а, 10-а и 16-а дивизионна инженерна дружина, 8-а и 10-а дивизионна моторна работилница, 8-о и 10-о дивизионно санитарно автомобилно отделение и други. Когато полкът е на фронта в мирновременния му гарнизон се формира 2-ра допълваща инженерна дружина от мобилизирани и действащи чинове, като нея се числи и гвардейската дружина.
От 1947 г. полкът носи явното наименование поделение 2010, а от месец юни 1948 г. поделение 5100.

## Наименования
През годините полкът носи различни имена според претърпените реорганизации:
- Втора инженерна дружина (1920 – 28 декември 1927)
- Втори инженерен полк (28 декември 1927 – 1944)
- Втори армейски инженерен полк (1944 – 1948)
- Втора армейска инженерна дружина (1949 – 1950)
- Втори инженерен батальон (1951)
- Втори армейски инженерен батальон (1952 – 1955)
- Четиридесет и девети отделен армейски инженерен батальон (1955 – 1959)
- Четиридесет и девети армейски инженерен полк (1959 – 1963)
- Четиридесет и девети армейски инженерен батальон (1963 – 1966)
- Четиридесет и девети армейски инженерен полк (1966 – 1989)
- Четиридесет и девета армейска инженерна група за поддържане на въоръжение и видове имущество (1989 – 1992)
- Четиридесет и девети армейски инженерен сапьорен полк (1992)

## Командири
- Подполковник Иван Шапкарев (от 1932)
- Капитан Христо Стойков (от 1933)
- Подполковник Димитър Айранов (1935)
- Подполковник Васил Мирчев (1935)
- Полковник Асен Марков (1943 – 14 септември 1944)
- Подполковник Димитър Митров (14 септември 1944 – 15 октомври 1944)
- Полковник Васил Василев (от 15 октомври 1944)